# Saint Pie (martyr)
Pour les articles homonymes, voir Saint Pie.
Saint Pie a vécu durant les premiers siècles de l’Église. C’est un protomartyr faisant partie des premiers martyrs, des catacombes romaines de Sainte-Agnès. Il est surtout connu localement, dans le département du Doubs, en France, en raison du déplacement de ses reliques dans l’église communale.

## Reliques
En 1781, les reliques de saint Pie sont transférées de Rome à Doubs. 
Très rapidement se répandit le bruit, que les restes de ce martyr accordaient des faveurs temporelles comme spirituelles à tous ceux qui viendraient s’y recueillir. Ainsi, l’église de Doubs fit face à un afflux de pèlerins, venus de la région entière (jusqu’à l’est et le nord de la France). 

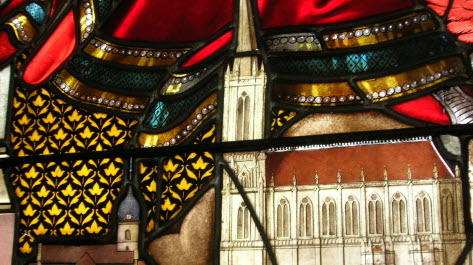
Vitrail représentant l’ancienne église de Doubs.

L’église était alors trop petite et dans un état de délabrement (« indigne de la vénération témoignée ») pour accueillir toutes les personnes venues demander l’intercession de ce nouveau protecteur. Il fut donc décidé de détruire l’église et d’en reconstruire une nouvelle (Conseil municipal de 1858). L’adjudication des travaux eut lieu le 23 septembre 1861 : démolition de l’église du 1er au 13 avril 1862 et pose le 17 juin 1862 de la « pierre-fondement » du nouvel édifice, de style ogival primitif. La construction était présidée par l’architecte Martin Belliard, l’entrepreneur Rietter et le vitrailliste décorateur Maréchal.
La construction se fit en deux étapes. La première fut terminée en 1869 : l’église de style néogothique fut béatifiée par l’abbé Claude Cuinet (alors curé de Doubs) et l’archevêque Mathieu (de Besançon). Cependant, par manque de moyens financiers, la construction du clocher et de la flèche n’avaient pas pu être réalisées. Il fallut attendre 1931 pour que la nouvelle église soit couronnée par son clocher en béton armé dominant toute la Chaux d'Arlier,.

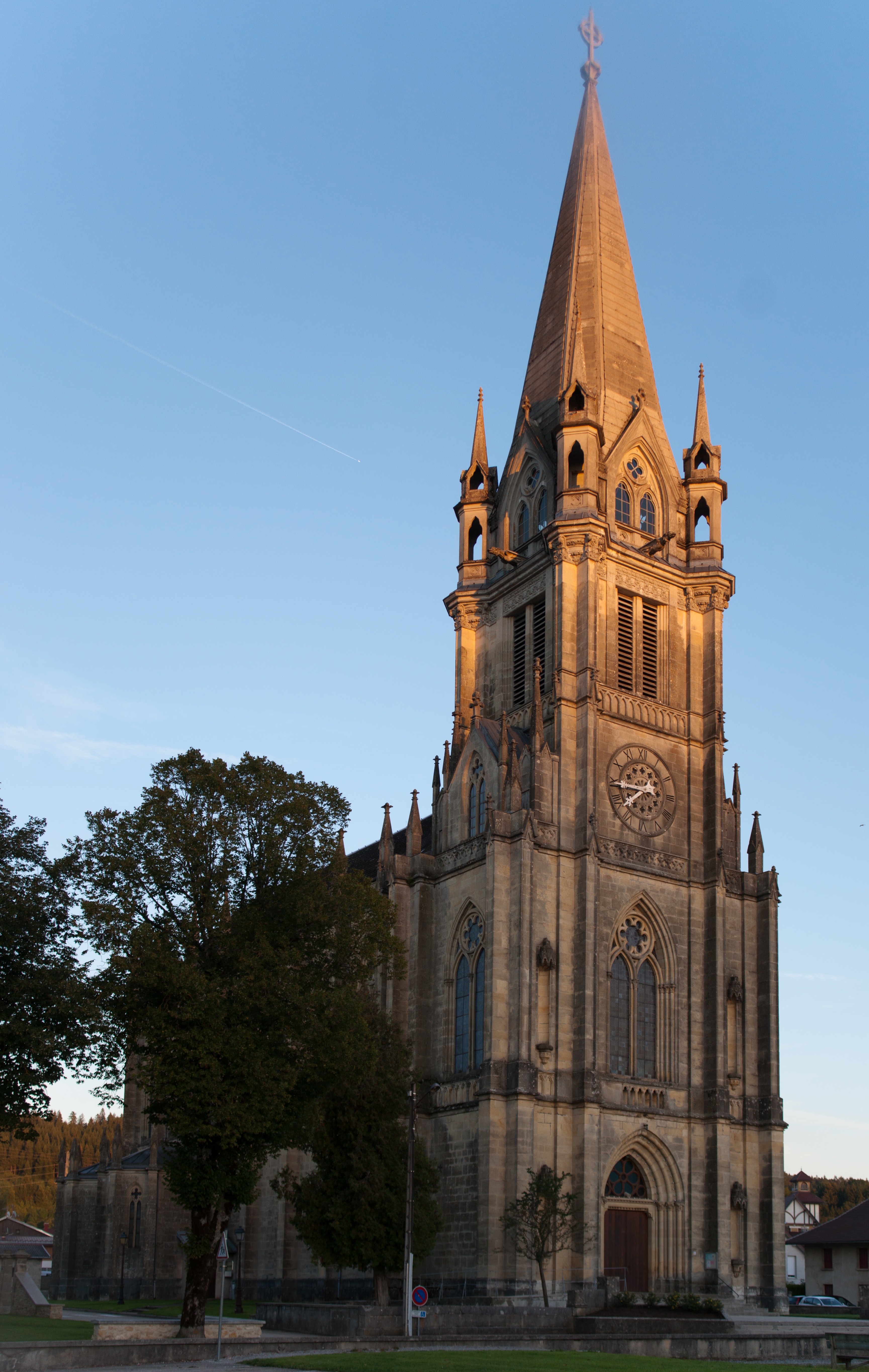
Église de l’Assomption de Doubs, de style néogothique, 2020.

Chaque 25 octobre, elle se remplit de pèlerins, fêtant l’arrivée des reliques de saint Pie en 1781, de la capitale de la chrétienté à l’église communale.

### Châsse contenant les reliques
Les fragments du corps de saint Pie, auquel on rend un culte, sont contenus dans l’église de Doubs, à l’intérieur d’une châsse (ou reliquaire), sculptée, de style Louis XVI. C'est souvent le cas pour ce genre de reliques.  

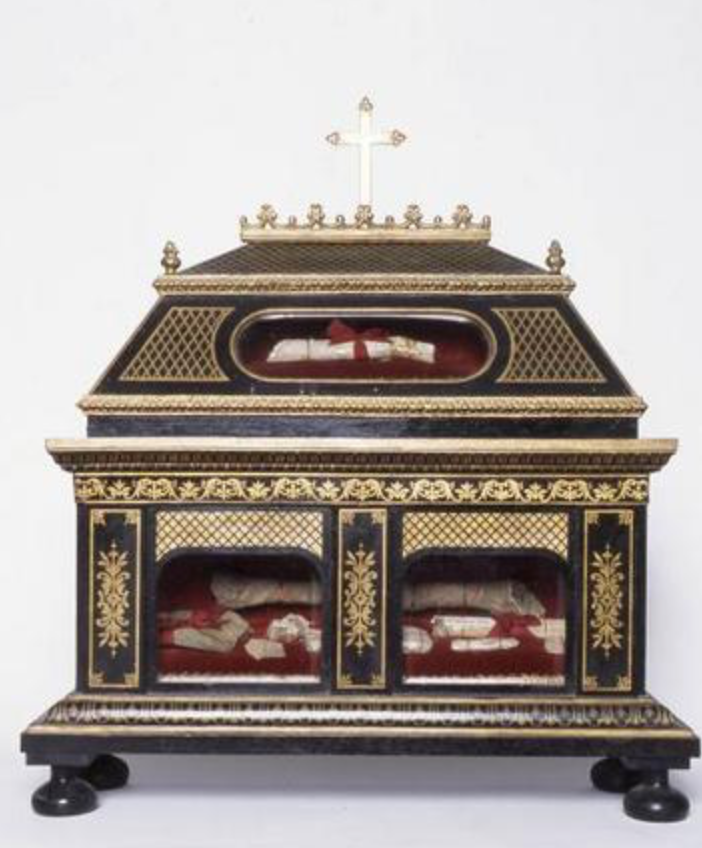
Châsse identique à celle contenant les reliques de saint Pie.

Cette châsse fut réalisée vers la fin du XVIIe siècle ou au début du XVIIIe siècle, destinée à recevoir des reliques de Rome. 
| Description matérielle     | Châsse à couvercle, en chêne peint en noir et or. Elle est en forme de toit brisé à croupes. Corps des reliquaires à décor peint en doré et corniche rapportée en métal. Couvercle emboîté maintenu par 2 tenons rectangulaires à l'avant et 2 pattes métalliques à l'arrière, assemblage à queues d'aronde aux angles ; moulures, crête et croix en métal clouées ou vissées. |
| État de conservation       | Très bon, malgré quelques angles postérieurs rapportés manquants. |
| Matériaux et techniques    | - Chêne : peint, noir, doré. - Métal : doré. |
| Représentations            | - Ornement végétal : frises et motifs végétaux sur les traverses et les montants du corps. - Ornement géométrique : résilles losangées sur le couvercle. |
| Inscriptions               | Manuscrites, sur étiquettes, sceaux : noms des reliques à l'encre sur papier, sceaux de cire rouge portant les armoiries, authentiques et procès-verbaux de visites. |
| Emplacement dans l'édifice | Derrière le maître-autel. |